# Serral Llarg
El Serral Llarg és una serra situada al municipi de Cervelló a la comarca del Baix Llobregat, amb una elevació màxima de 489 metres.